# Modliszewo
Modliszewo (prononciation : [mɔdliˈʂɛvɔ]) est un village polonais de la gmina de Gniezno dans le powiat de Gniezno de la voïvodie de Grande-Pologne dans le centre-ouest de la Pologne.
Il se situe à environ 8 kilomètres au nord de Gniezno (siège de la gmina et du powiat) et à 52 kilomètres au nord-est de Poznań (capitale régionale).
Le village possédait une population de 311 habitants en 2009.

## Histoire
De 1975 à 1998, le village faisait partie du territoire de la voïvodie de Poznań.

Depuis 1999, Modliszewo est situé dans la voïvodie de Grande-Pologne.